# Lukas Kübler
Lukas Kübler (Bonn, Renania del Norte-Westfalia, Alemania, 30 de agosto de 1992) es un futbolista alemán. Juega de defensa y su equipo es el SC Friburgo de la 1. Bundesliga alemana.

## Clubes
| Club             | País     | Año           |
| ---------------- | -------- | ------------- |
| Bonner SC        | Alemania | 2010          |
| F. C. Colonia II | Alemania | 2011-2012     |
| F. C. Colonia    | Alemania | 2012-2013     |
| SV Sandhausen    | Alemania | 2013-2015     |
| SC Friburgo      | Alemania | 2015-presente |

## Palmarés

### Títulos nacionales
| Título        | Club        | País     | Año     |
| ------------- | ----------- | -------- | ------- |
| 2. Bundesliga | SC Friburgo | Alemania | 2015-16 |